# Monts Yan
Les monts Yan, ou Yanshan (chinois traditionnel : 燕山 ; pinyin : Yān Shān), sont un massif montagneux peu élevé situé au nord de la grande plaine de Chine du Nord dans la province du Hebei. Ce massif, dont l'altitude moyenne s'échelonne entre 400 et 1 000 mètres, s'étire dans le Nord du xian de Xinglong entre la rivière Chaobai et le col de Shanhai. Le point culminant est le mont Wuling qui s'élève à 2 744 mètres. Le massif est composé de roches calcaires, de granite et de basalte. La partie orientale de la grande muraille de Chine est située dans ce massif. La limite méridionale du massif se trouve à une cinquantaine de kilomètres au nord de Pékin. On y trouve notamment l'observatoire de Xinglong qui était en 2016 le plus grand observatoire astronomique de Chine.